# Magnus Lindberg

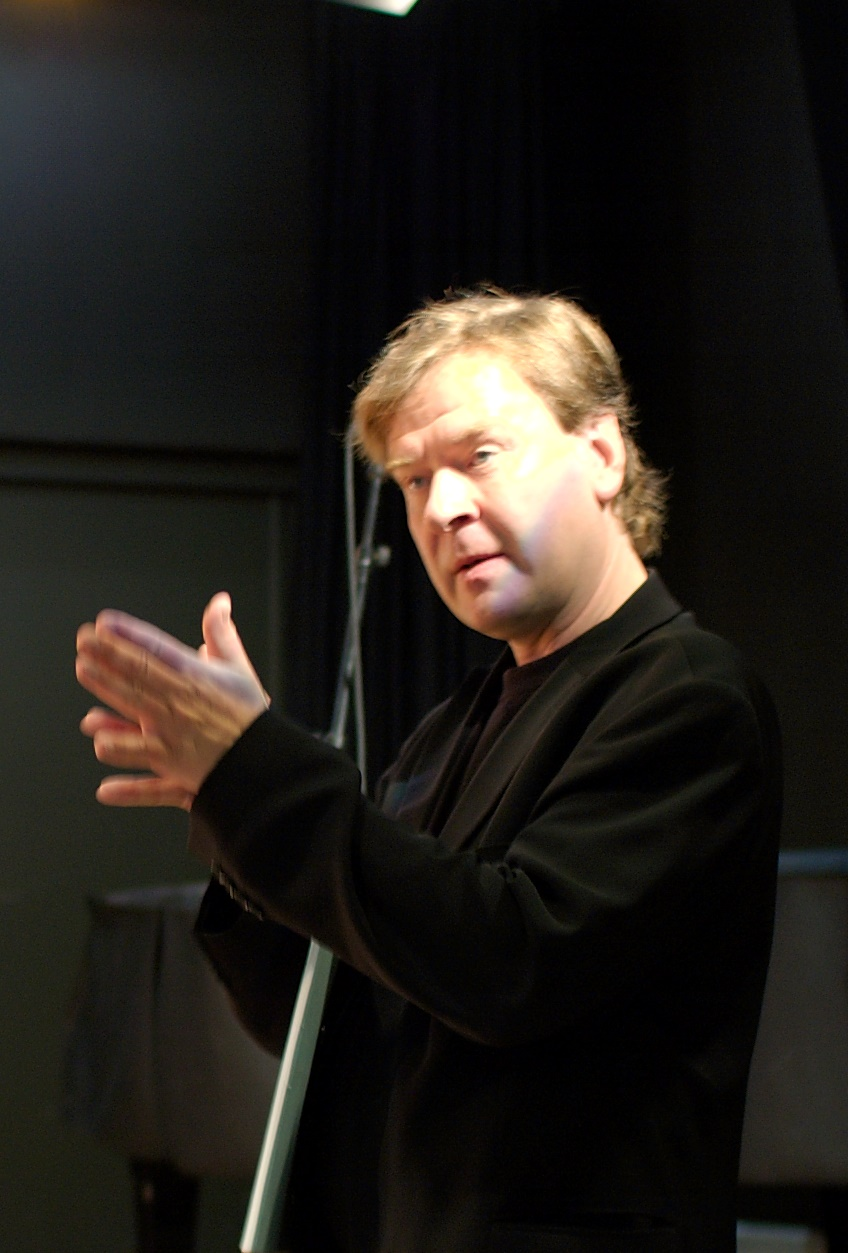
Magnus Lindberg em 2006

Magnus Lindberg (Helsinki, 27 de junho de 1958) é um pianista e compositor finlandês. É o atual compositor-em-residência da Filarmônica de Nova Iorque.

## Educação
Lindberg estudou na Academia Sibelius em Helsinki, sob Einojuhani Rautavaara e Paavo Heininen, começando com piano. Ele participou dos cursos de verão em Siena (com Franco Donatoni) e Darmstadt (com Brian Ferneyhough). Após graduar-se em 1981, ele viajou para Europa, para ter aulas particulares com Vinko Globokar e Gérard Grisey em Paris.

## Estilo e Composição
Aos dezesseis anos de idade, Lindberg compos o trabalho Donor. Seu primeiro trabalho oficial foi Quintetto dell'Estate (1979), mas sua primeira peça interpretada por uma orquestra profissional foi Sculpture II em 1982, a segunda parte de uma trilogia que nunca foi escrita. Seu primeiro grande sucesso foi com "Action-Situation-Signification" em 1982, o primeiro trabalho que ele explorou a música concreta. Essa peça foi escrita para ser estreada pelo novo conjunto de música, Toimii (que significa Trabalho, em finlandês), que Lindberg fundou durante o verão de 1980. No mesmo período, Lindberg fundou um grupo informal, conhecido como Ears Open Society, incluindo Lindberg, Eero Hämeeniemi, Jouni Kaipainen, Kaija Saariaho e Esa-Pekka Salonen. Lindberg apresentou-se muitas vezes ao lado do Toimii, como pianista.

Kraft (1983/85), outra peça composta para o Toimii, é o maior trabalho de Lindberg da época, com harmonias para 70 notas. Outros trabalhos notáveis de Lindberg incluem Kinetics (1988), Marea (1989/90) e Joy (1990). Lindberg foi muito influenciado por Pierre Boulez, Tristan Murail e Igor Stravinsky, mostrando essa influência em Corrente (1992) e Duo Concertante (1992).

## Prêmios e Honras
Ele recebeu inúmeros prêmios por composição, incluindo o Prix Italia (1986), Internacional Rostum de Compositores da UNESCO (1986), Prêmio de Música Nórdica (1988) e Prêmio da Sociedade Filarmônica Real (1992).
Lindberg tornou-se o compositor-em-residência da Filarmônica de Nova Iorque na temporada 2009/10, por um convite do Diretor Musical, Alan Gilbert. Em setembro de 2009, na noite de gala da Filarmônica, onde Gilbert estreou como Diretor Musical da Filarmônia, a orquestra interpretou uma obra do compositor: EXPO.